# Kanaler på Mars

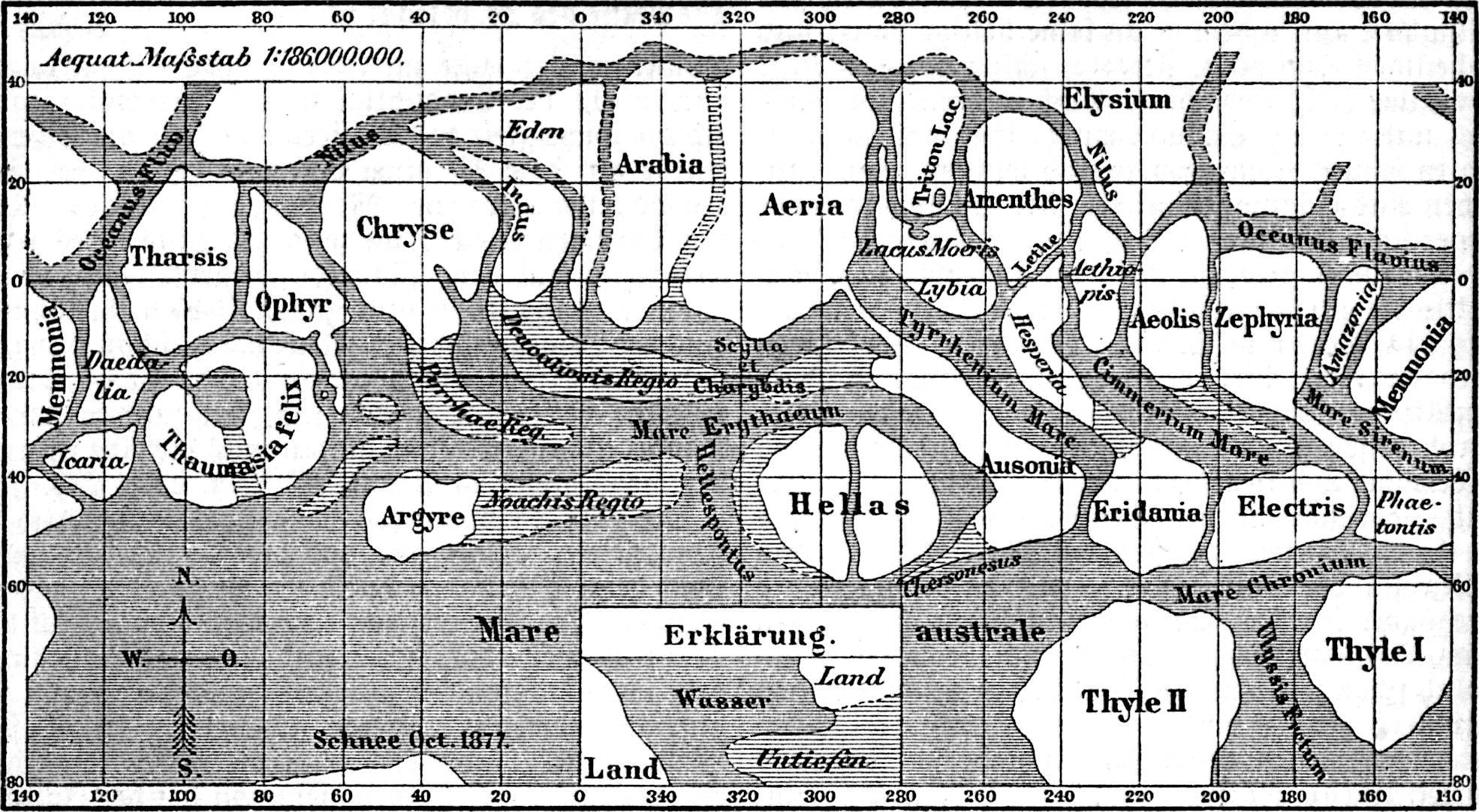
Karta över Mars av Giovanni Schiaparelli.

Kanaler på Mars trodde många forskare existerade, under sent 1800-tal-tidigt 1900-tal. 1877 tyckte sig italienska astronomen Giovanni Schiaparelli se linjer på Mars, som han kallade kanaler. Spekulationer om liv tog fart, och temat blev vanligt i science fiction-berättelser. När teleskopen förbättrades i början av 1900-talet förklarades det hela vara en optisk synvilla, och myten om kanalernas existens avlivades definitivt under 1960- och 70-talens när planeten besöktes av rymdsonder.

### Fotnoter
1. ↑  ”Mariner 4 tog slutligen död på en 100-årig träta”. Allt om vetenskap. 8 februari 2005. http://www.alltomvetenskap.se/nyheter/mysteriet-med-kanalerna-pa-mars. Läst 5 augusti 2014.